# Alfred Georges Naccache
Alfred Georges Naccache o Naqqache (àrab: ألفرد جورج النقاش, Alfrad Jūrj an-Naqqāx) (1887-1978) fou un home d'estat libanès cristià maronita, jutge i d'una família molt rica, que fou president (1941-1943) i primer ministre (1941) de la República libanesa. Va tenir simpaties sionistes com el seu amic i parent Albert Naccache, que estava emparentat per matrimoni amb un dels líders sionistes.

## Biografia
Va estudiar primerament al Líban, per després anar a estudiar dret a la Universitat de París. A la seva tornada al Líban va entrar a la judicatura on es va guanyar un alt prestigi, i era president de cambra a la cort d'apel·lacions quan fou cridat pel president interí, el general Pierre Georges Arlabosse, amb l'aprovació de l'alt comissionat Henri Fernand Dentz, per ocupar el càrrec de primer ministre després de la dimissió del president Émile Eddé seguida de la del seu primer ministre Abdullah Bayhum. Encara que refractari a intervenir en política, va acceptar el 7 d'abril de 1941; dos dies després, en no trobar-se cap persona més per ocupar la presidència —el general Arlabosse, comandant de les forces militars al Líban, exercia el càrrec en raó del seu comandament però no era adequat exercir-lo gaire més d'uns dies—, l'alt comissionat el va nomenar també per a aquest càrrec, i el president interí, Pierre Georges Arlabosse, li va traspassar el càrrec el 9 d'abril de 1941.
El 8 de juny de 1941 els britànics i francesos lliures van començar l'operació "Exporter" que va permetre ocupar el país (el conjunt de l'operació va durar 34 dies i va acabar amb l'armistici d'Acre el 14 de juliol de 1941), però el general Georges Catroux el va mantenir en els dos càrrecs.
El 26 de novembre de 1941 De Gaulle li va enviar un telegrama en que França reconeixia la independència del Líban (com sempre, de manera nominal) i Naccache va renunciar al moment dels seus càrrecs; Catroux va proclamar formalment la independència del Líban i va confirmar a Naccache com a president l'1 de desembre de 1941. Alguns països (Estats Units, Unió Soviètica, Gran Bretanya, alguns països àrabs i asiàtics) van reconèixer la independència proclamada però de fet França, que tenia el control de les forces militars, seguia exercint l'autoritat. Naccache va designar primer ministre a Ahmed Daouk (1941-1942) i després a Sami Bey al-Sulh (1942-1943), ambdós considerats independents sense partit. Va inaugurar el Museu Nacional de Beirut el 27 de maig de 1942. A començaments del 1943 els partits polítics van fer un front comú per exigir la independència efectiva; l'enviat britànic coronel Spears va pressionar als francesos, que finalment van acceptar restablir el règim constitucional i celebrar eleccions.
Naccache, partidari de posposar les eleccions, va dimitir deixant el càrrec al cristià protestant Ayoub Tabet el 19 de març de 1943, que tanmateix va assolir la posició de primer ministre per desplegar els decrets (juny) que havien de permetre les eleccions amb un repartiment de 33 cristians i 22 musulmans a la cambra (abans 22 i 20 i encara més abans 14 i 11) augnment justificat amb els emigrants cristians (en realitat buscant l'ampliació dels cristians que eren favorables a França). A la seva sortida del poder Naccache va presumir de que durant el seu mandat cap libanès no havia mort de gana com passava anys enrere; va tornar a la seva vida austera i se'l veia sovint agafant el tramvia barrejat entre el poble per anar a la seva feina.
El 1953 i fins al 1955 va exercir el càrrec de ministre d'afers exteriors amb els primers ministres Abdullah Aref Yafi i Sami al-Sulh. Va morir el 1978. A Beirut es va donar el seu nom a un carrer.